# Hải cẩu lông mao bắc Thái Bình Dương
Hải cẩu lông mao bắc Thái Bình Dương (danh pháp hai phần: Callorhinus ursinus) là một loài động vật có vú trong họ Otariidae, bộ Ăn thịt. Loài này được Linnaeus mô tả năm 1758.
Loài này được tìm thấy ở bắc Thái Bình Dương, biển Bering và biển Okhotsk. Đây là loài lớn nhất trong phân họ hải cẩu (Arctocephalinae) ở bán cầu bắc và là loài còn sống duy nhất của chi Callorhinus. Một mẫu hóa thạch, Callorhinus gilmorei, được biết đến từ thế Pliocene của Nhật Bản và tây Bắc Mỹ.

## Hình ảnh

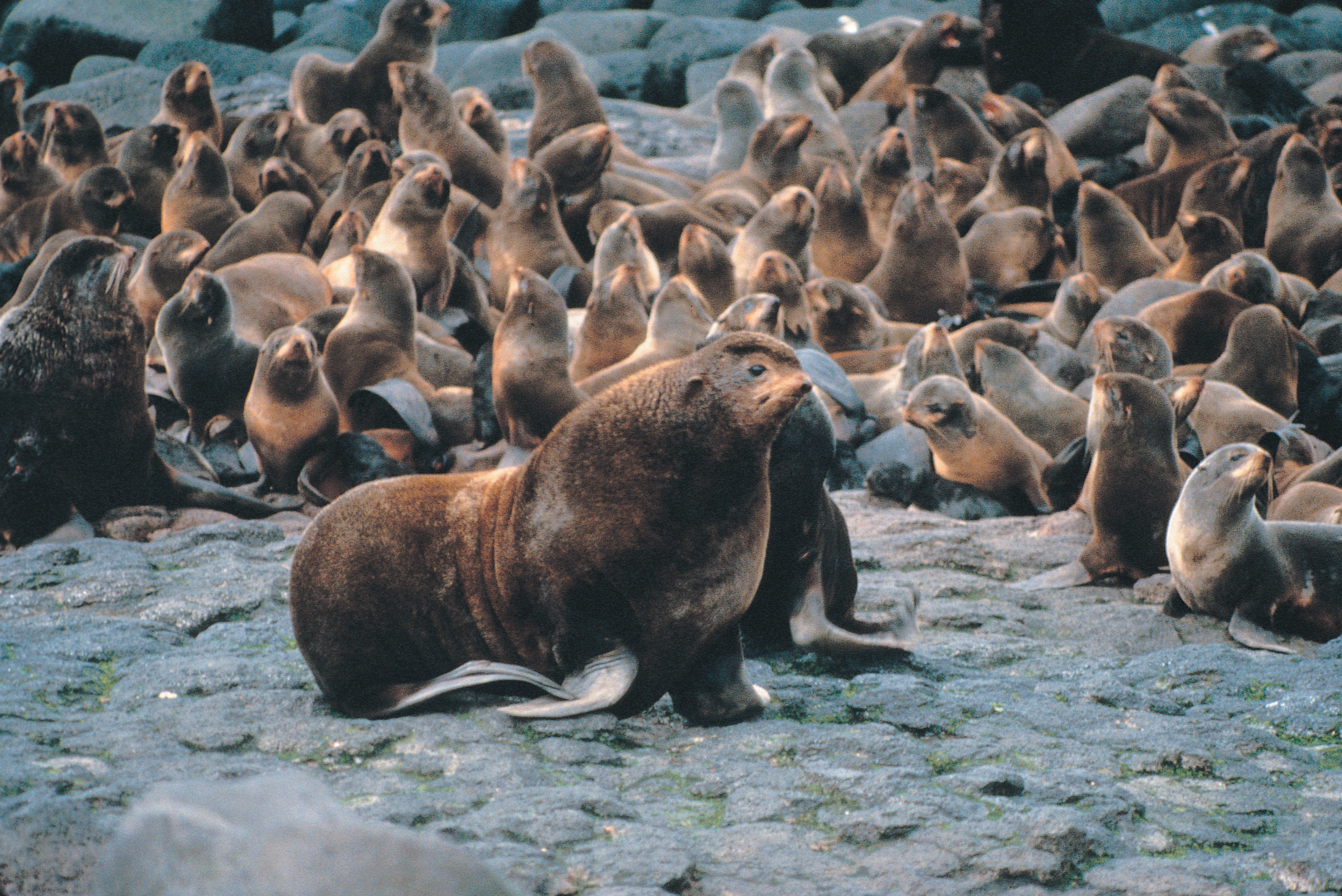
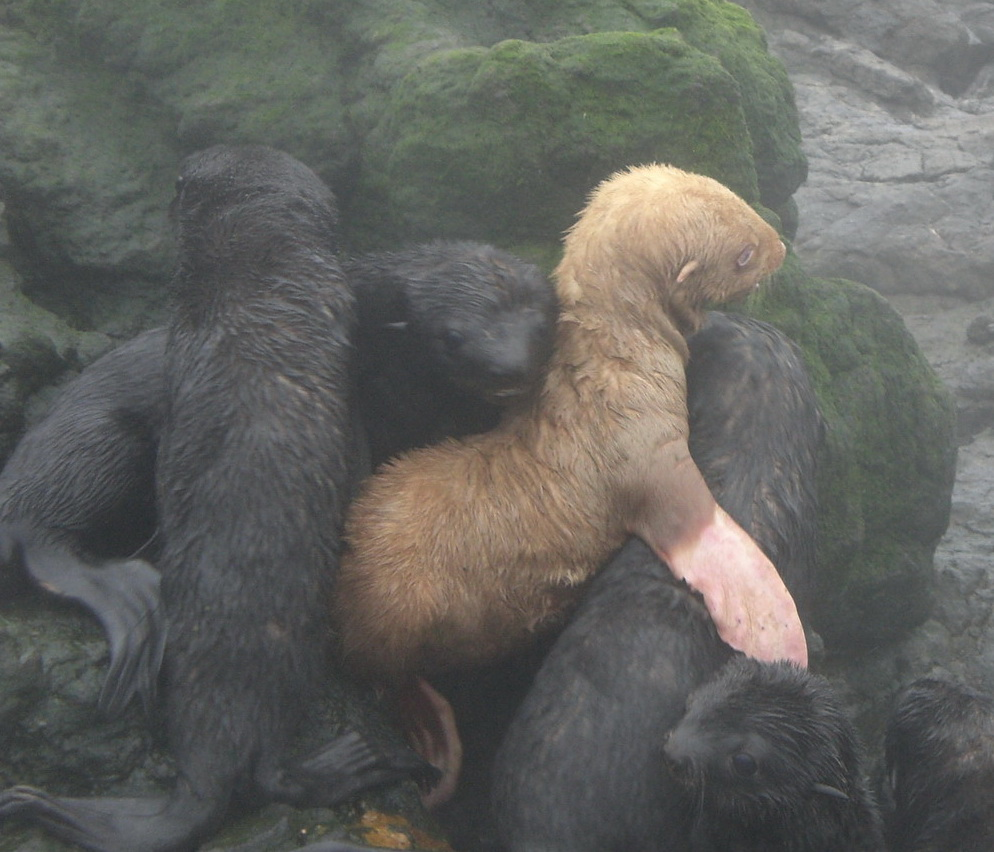
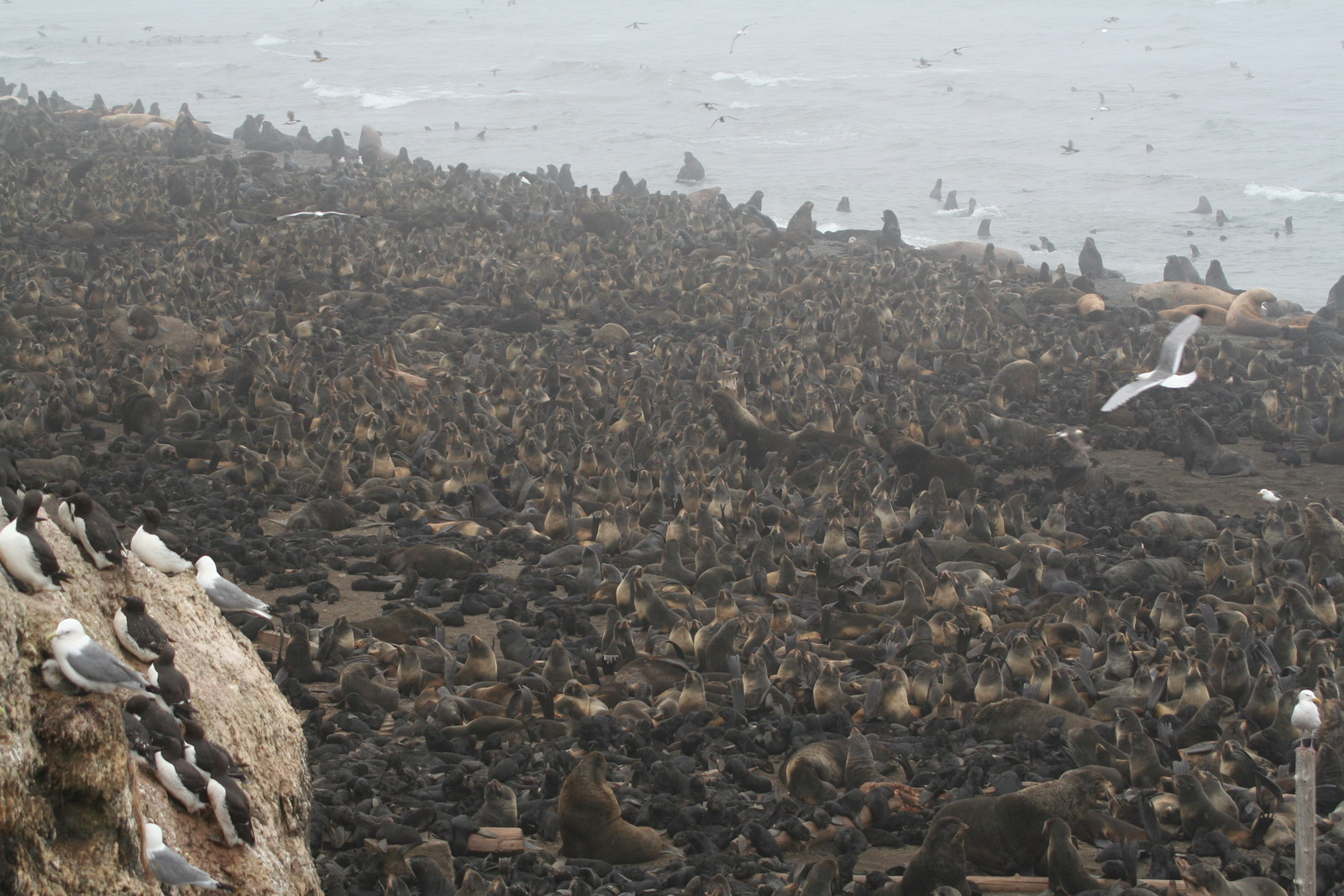
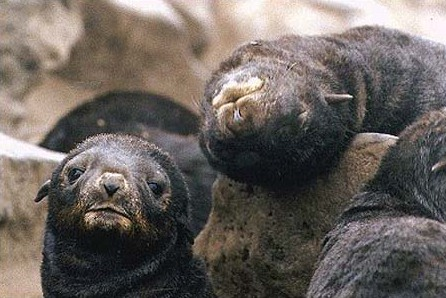